# قطعنامه ۴۹۹ شورای امنیت
قطعنامه  ۴۹۹ شورای امنیت سازمان ملل متحد که در تاریخ ۲۱ دسامبر ۱۹۸۱ تصویب شد، سندی بین‌المللی دربارهٔ دیوان بین‌المللی دادگستری است. این قطعنامه طی نشست ۲٬۳۲۱ام با ۱۵ موافق، ۰ مخالف و ۰ ممتنع تصویب شد.